# Chaetobromus involucratus
Chaetobromus involucratus är en gräsart som först beskrevs av Heinrich Adolph Schrader, och fick sitt nu gällande namn av Christian Gottfried Daniel Nees von Esenbeck. Chaetobromus involucratus ingår i släktet Chaetobromus och familjen gräs.

## Underarter
Arten delas in i följande underarter:
- C. i. dregeanus
- C. i. sericeus